# Петирниця
Петирни́ця (болг. Петърница) — село в Плевенській області Болгарії. Входить до складу общини Долішній Дибник.

## Населення
За даними перепису населення 2011 року у селі проживали 1533 особи.
Національний склад населення села:
| Національність   | Кількість осіб | Відсоток |
| ---------------- | -------------- | -------- |
| болгари          | 522            | 70,8%    |
| цигани           | 183            | 24,8%    |
| турки            | 29             | 3,9%     |
| інша             | 0              | 0%       |
| не визначились   | 3              | 0,4%     |
| Всього відповіли | 737            |          |

Розподіл населення за віком у 2011 році:
Динаміка населення: